# Mackaz
mACKAz, pseudonimo di Minei Makkatsu (嶺井政克?, Makkatsu Minei) (Okinawa, 15 luglio 1984), è un bassista giapponese, noto per la sua militanza negli High and Mighty Color prima e negli LM.C poi.

## Biografia
mACKAz entrò a far parte della sua prima band, gli Anti-Nobunaga (nel 2004 divenuti High and Mighty Color), agli inizi del 2003, con cui esordì nel 2005 con l'album G∞VER. Dal 2007 partecipò più attivamente alla realizzazione dei brani, coscrivendo pezzi come Mushroom, XYZ e componendo da solo la canzone ZERO SYMPATHY. Nel 2009, parallelamente alla sua attività negli HaMC, entrò negli LM.C, con cui registrò l'album Wonderful Wonderholic e numerosi singoli. Nell'estate 2010 gli High and Mighty Color si sciolsero, e mACKAz fece degli LM.C il suo progetto principale.
Il 23 agosto 2017 fondò la band DracoVirgo insieme ad altri due ex-membri degli HaMC (SASSY e Mākii), la quale debuttò il 26 febbraio 2018 col singolo KAIBUTSU.

## Discografia

### HIGH and MIGHTY COLOR
- 2005 – G∞VER
- 2006 – Gō on Progressive
- 2007 – San
- 2008 – ROCK PIT
- 2009 – swamp man

### LM.C
- 2010 – Wonderful Wonderholic
- 2012 – -STRONG POP-
- 2015 – Over the Fantasy, Under the Rainbow.
- 2016 – VEDA

### DracoVirgo
- 2018 – KAIBUTSU
- 2018 – Hanaichimonme
- 2018 – Amida no Ito (阿弥陀の糸?)

### Altre apparizioni
- AA.VV – BleCon 〜Bleach Concept Covers〜 (2010)
- AA.VV – BleCon 〜Bleach Concept Covers〜 2 (2011)